# Joan Mora Soler

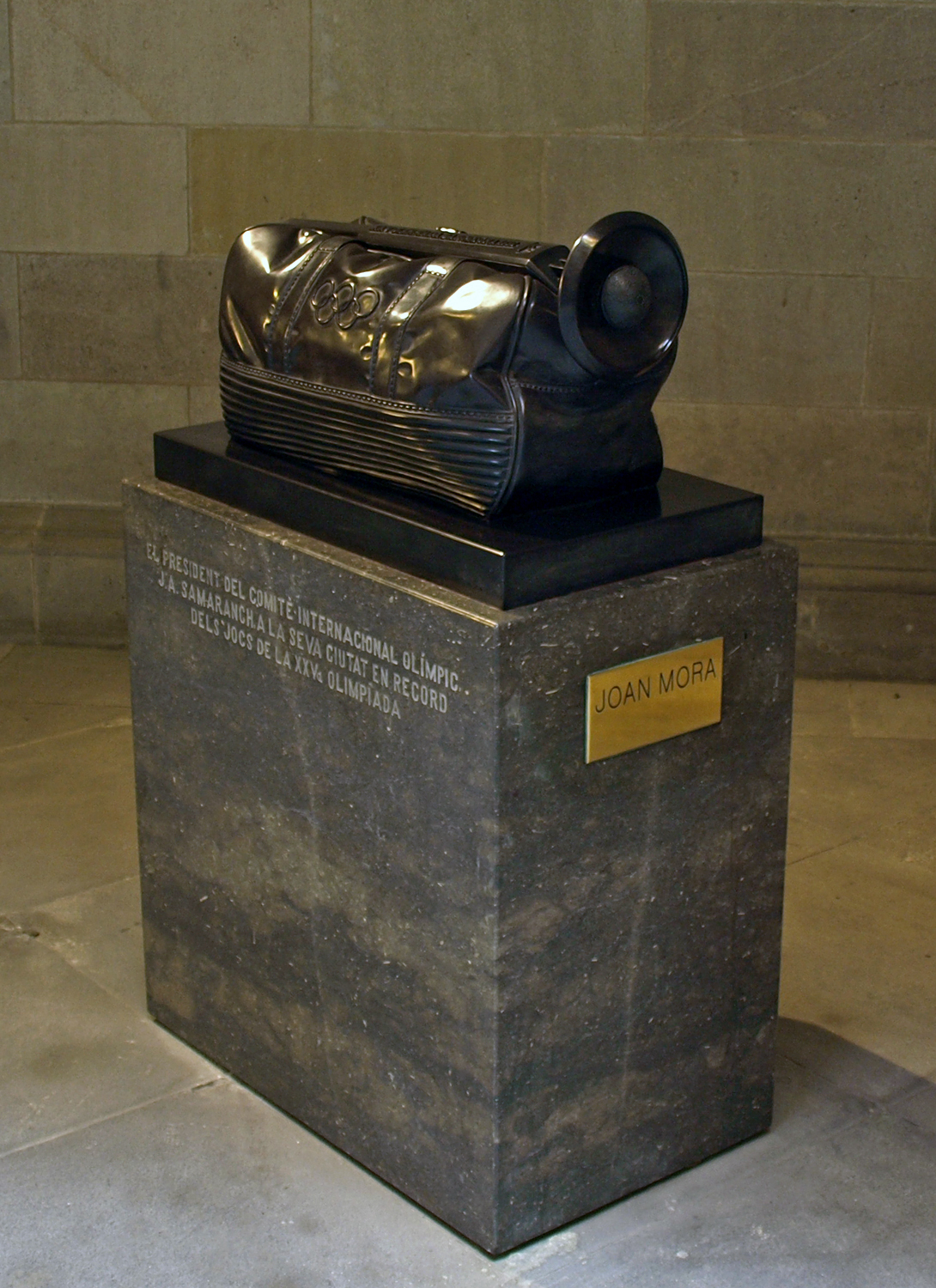
Barcelona olímpica de Joan Mora a la Casa de la Ciutat de Barcelona.

Joan Mora Soler (Barcelona, 1944 - 17 d'octubre de 2017) va ser un escultor català, fill d'un tallista de marbre. Va estudiar a l'escola de la Llotja de Barcelona, ampliant estudis gràcies a una beca de l'Institut Francès de Barcelona a París a l'École des Beaux-Arts. Des d'aleshores va realitzar gran quantitat d'exposicions individuals i col·lectives tant a Espanya com a l'estranger.
Es caracteritza per usar gairebé exclusivament el marbre a les seves escultures amb un gran tecnicisme. El tema de la seva obra és la dels objectes comuns amb una representació exacta, aconseguint les textures i el color a base d'usar diferents tipus de pedra.
- L'any 1978 va realitzar una exposició a Fundació Miró de Barcelona, dedicada a tota mena de barrets.
- El 1981 va obtenir el Gran Premi a la V Biennal Internacional de Valparaíso.
- A partir de l'any 1982 participa en la fira ARCO de Madrid.
- Realitza el 1982 el monument a mossén Clapés a Barcelona.
- El 1988 realitza l'escultura Bandera Olímpica, situada a la seu del Comitè Olímpic Internacional a Lausana (Suïssa)
- El 1996 la seva escultura Barcelona Olímpica es col·loca al vestíbul de la Casa de la Ciutat de Barcelona.
- 1997 A la XII Biennal Internacional de l'Esport en les Belles Arts de l'any 1997, se li va concedir el primer premi d'escultura amb Pols de força així com l'any 1999 amb Boxeo.[2]
- Al vestíbul de la Biblioteca Municipal del districte de Sant Andreu de Palomar, té instal·lada una gran escultura.

Va rebre postumament la Medalla al Mèrit Cultural per part de l'Ajuntament de Barcelona.

## Obres
- Maletín
- Cafetera
- La silla del torero
- Carpeta
- Cajas
- Sifón
- Teléfono
- Paquete con cuerda